# Prefeito de Duxambé
O prefeito de Duxambé é o chefe executivo da capital tajique de Duxambé. O atual prefeito é Rustam Emomali. O cargo de prefeito foi precedido na RSS tajique pelo Primeiro Secretário do Comitê da Cidade de Duxambé do Partido Comunista do Tajiquistão. O último prefeito da era soviética foi Jamshed Karimov, que serviu de 1989 a 1991.

## Lista de prefeitos deDuxambé
| Nº | Prefeito               | Retrato | Início do mandato | Fim do mandato |
| -- | ---------------------- | ------- | ----------------- | -------------- |
| 1  | Mirzotemur Mirzoev     |         | 1991              | 1992           |
| 2  | Jamoliddin Mansurov    |         | 1992              | 1994           |
| 3  | Yuri Ponosov           |         | 1994              | 1996           |
| 4  | Mahmadsaid Ubaidulloev |         | 1996              | 2017           |
| 5  | Rustam Emomali         |         | 2017              | Presente       |